# Wiatrowo (województwo wielkopolskie)
Wiatrowo – wieś w Polsce położona w województwie wielkopolskim, w powiecie wągrowieckim, w gminie Wągrowiec.
| SIMC    | Nazwa        | Rodzaj                 |
| ------- | ------------ | ---------------------- |
| 1008860 | Wiatrowo-Las | część wsi              |
| 1008883 | Żelazka      | część wsi (do 2023 r.) |

W latach 1975–1998 miejscowość administracyjnie należała do województwa pilskiego.
We wsi pałac z II połowy XVIII w., przebudowany w 1856 r. w stylu gotyku romantycznego. Obok park krajobrazowy.